# Göran Lindblad (Physiker)

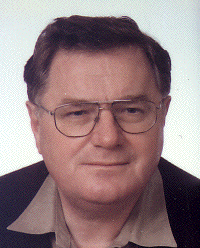
Göran Lindblad (vor 1998)

Göran Lindblad (* 9. Juli 1940 in Boden; † 30. November 2022 in Stockholm) war ein schwedischer theoretischer Physiker und Hochschullehrer an der Königlichen Technischen Hochschule (KTH) in Stockholm. Er ist für seine grundlegenden Beiträge zur Mathematischen Physik und zur Quanteninformationstheorie, insbesondere zur Dynamik offener Quantensysteme und zur Theorie der quantenmechanischen Messung bekannt.

## Leben
Lindblad wurde in Boden in Nordschweden geboren und wuchs in Örebro auf. Bis 2005 war er als Student, Postdoc und Hochschullehrer an der KTH in Stockholm tätig. Er starb im November 2022.

## Laufbahn
Lindblad studierte Ingenieurwissenschaften an der KTH und schloss sein Studium 1964 ab. Dann schloss er sich der Gruppe des mathematischen Physikers Bengt Nagel an, mit dem er zunächst über die Darstellungstheorie nicht-kompakter Gruppen arbeitete, sich aber dann im Verlauf seiner Doktorarbeit Fragen der Quantenmechanik zuwandte. Er wurde 1974 mit einer Dissertation über The concepts of information and entropy applied to the measurement process in quantum theory and statistical mechanics promoviert. Seine Doktorarbeit fasste den Inhalt einiger wichtiger Beiträge zur Quanteninformationstheorie zusammen, darunter sein Beweis der Datenverarbeitungsungleichung für die relative Entropie für Quantensysteme, der in einer Reihe von drei Forschungspublikationen veröffentlicht wurde.
Kurz nach Abschluss seiner Doktorarbeit bewies er sein bekanntestes Resultat, eine heute als Lindblad-Gleichung (oder als Gorini-Kossakowski-Sudarshan-Lindblad-Gleichung) bezeichnete Verallgemeinerung der Schrödingergleichung für die vollständig positive Dynamik offener Quantensysteme. Die Lindblad-Gleichung beschreibt eine Umgebung ohne „Gedächtnis“ (markowsche Umgebung) und findet in vielen Gebieten der Physik Anwendung, darunter in der Quantenoptik und der Physik der kondensierten Materie. Sie stellt heute auch die gebräuchlichste Methode dar, die Wirkung unerwünschten Rauschen in verschiedenen Quantentechnologien wie Quantenkommunikation oder Quantencomputern zu beschreiben. Mathematisch ausgedrückt, lieferte Lindblads Beitrag eine vollständige Charakterisierung der Generatoren norm-stetiger vollständig positiver Halbgruppen. Es gilt als der meistzitierte Artikel, der in den Communications in Mathematical Physics erschienen ist.
Er veröffentlichte eine Monographie über zwei verwandte konzeptionelle Probleme in den Grundlagen der Statistischen Mechanik, die Ableitung der Irreversibilität des beobachteten makroskopischen Verhaltens aus den reversiblen mikroskopischen Bewegungsgesetzen und die Definition einer Entropiefunktion für Nicht-Gleichgewichts-Quantenzustände.
Er ging am 1. Juli 2005 in den Ruhestand, blieb der KTH aber als emeritierter Professor verbunden.

## Ehrungen
- Die Zeitschrift Open Systems & Information Dynamics widmete ihm 2023 eine zweibändige Sonderausgabe.[13]

## Veröffentlichungen (Auswahl)
- On the generators of quantum dynamical semigroups. In: Communications in Mathematical Physics. 48. Jahrgang, Nr. 2, Juni 1976, S. 119–130, doi:10.1007/BF01608499 (englisch).
- Non-Equilibrium Entropy and Irreversibility. D. Reidel Publishing Company, Member of Kluwer Academic Publishers Group, Dordrecht 1983, ISBN 978-90-277-1640-8 (englisch).